# Tokyo Skytree
Tokyo Skytree (japonsky 東京スカイツリー, Tókjó Sukaicurí; česky Tokijský nebeský strom) je telekomunikační věž v Tokiu. Po dokončení 29. února 2012 je vysoká 634 metrů a stala se tak nejvyšší věží svého druhu a třetí nejvyšší stavbou na světě po mrakodrapu Merdeka 118. Je též nejvyšší stavbou v Japonsku.
Tokio potřebovalo novou telekomunikační věž zejména kvůli nedostatečné výšce současné Tokijské věže (333 m), kterou obklopují výškové budovy, takže nešíří signál v dostatečném rozsahu a kvalitě. Věž byla navržena kanceláří Nikken Sekkei. Věž slouží primárně jako televizní vysílač pro velkou část východního Japonska.

## Vzhled

Silueta věže a půdorys: V základně má trojúhelníkový půrodys, ale postupně se zaobluje a ve výšce 320 m má již půdorys kruhový

Design věže, zveřejněný 26. listopadu 2006, splňuje tyto tři podmínky zadání:
- Futuristický vzhled a tradiční japonská krása
- Katalyzátor pro revitalizaci města
- Bezpečnost před přírodními katastrofami.

Povrch spodní části věže se skládá z ocelových trubek natřených barvou nazvanou „bílá nebeského stromu“, jež vychází z tradiční japonské barvy aidžiro (藍白). Vnitřek tvoří kruhová železobetonová šachta, jíž vedou výtahy a schodiště. Ve výškách 350 m a 450 m se nacházejí plošiny, kde jsou umístěny rozhledny, restaurace a stanoviště obsluhy věže.
Základna věže má tvar trojnožky, ale stavba se postupně zaobluje, takže ve výšce 320 m má už věž tvar válce, aby dokázala odolat silným větrům. Tokijský nebeský strom je jako většina japonských budov postaven tak, aby odolal zemětřesení. Podle jeho architektů ze společnosti Nikken Sekkei dokáže absorbovat 50 procent energie zemětřesení.
Výška 634 m byla zvolena pro snadné zapamatování. Číslice 6 (japonsky mu), 3 (sa) a 4 (ši) spolu tvoří jméno Musaši, což je starý název oblasti, kde věž stojí.

## Jméno
Jméno věže bylo vybráno v celonárodním hlasování, kterého se zúčastnilo 110 000 lidí. Měli možnost volit ze šesti vítězných návrhů: Tokijská věž Edo, Tokijský nebeský strom, Mirajský strom, Jumemi Jagura, Věž vycházejícího východu, a Vycházející věž. Zvítězil návrh „Tokijský nebeský strom“ s přibližně 33 000 hlasy. Druhý byl návrh „Tokijská věž Edo“ (anglicky Tokio Edo Tower).